# عين الأرض
عين الأرض هو أحد أكبر ينابيع نهر ستينا، وأكثرها تدفقاً من بين الينابيع الثلاثة الأخرى، تشير التقديرات إلى أن عمقه يبلغ حوالي 115 مترًا، وتكون مياه النبع باردة، اذ تبلغ حوالي 8 درجات مئوية على مدار السنة، وتوجد فوق النبع كنيسة أرثوذكسية بُنيت عام 1939.